# Grafostatica
De grafostatica is een methode in de mechanica om vlakke statische problemen grafisch, d.w.z. door constructie in tekeningen, op te lossen.
Voorheen werd de mechanica ingedeeld in dynamica en statica, waarbij bouwkundige constructies tot de statica behoorden. De in een tekening, dus in een plat vlak, aangegeven uitwendige krachten kunnen op een grafische manier door middel van een constructie worden weergegeven. Vandaar de naam grafostatica. Een uitgangspunt daarbij is, dat wanneer een punt in een vlak in evenwicht is door drie krachten waarvan de richtingen en één krachtgrootte bekend zijn, de beide andere krachtgrootten vastgesteld kunnen worden.
Vele problemen uit de statica en de sterkteleer zijn met de grafostatica te behandelen:
- de resultante, zowel in grootte, richting als ligging van een stelsel coplanaire krachten bepalen;
- stelsels lichamen vrijmaken en de reacties bepalen;
- staafkrachten in vakwerken construeren; men spreekt dan van een cremonadiagram of een cremona-epure;
- het buigend moment, de dwarskracht en de normaalkracht in de doorsnede van een belaste balk bepalen;
- het zwaartepunt van een vlakke figuur bepalen.

Het belangrijkste voordeel van de methode is de snelheid waarmee een probleem kan worden opgelost. Een nadeel is dat het resultaat onnauwkeuriger is, dan wanneer bijvoorbeeld een rekenmethode wordt gebruikt. Sedert het toenemend gebruik van computers voor berekeningen heeft de grafostatica aan belang ingeboet. Het belangrijkste voordeel, de snelheid waarmee een oplossing kan worden bereikt, is er niet meer. Computers werken veel sneller en nauwkeuriger. Een computer kan ook statische berekeningen grafisch vastleggen.
De grafostaticamethode is nooit populair geweest voor niet-coplanaire krachten, want voor die specifieke problemen was er zelfs geen snelheidsvoordeel.